# Dragović
Dragović je naselje u Republici Hrvatskoj u Požeško-slavonskoj županiji, u sastavu grada Pakraca.

## Zemljopis
Dragović se nalazi istočno od Pakraca, na cesti Pakrac - Požega..
Blizu sela Dragovića se nalazi srednjovjekovna utvrda Čaklovac.

## Stanovništvo
Prema popisu stanovništva iz 2011. godine Dragović je imao 64 stanovnika.
| broj stanovnika | 225   | 285   | 271   | 331   | 468   | 544   | 531   | 591   | 229   | 295   | 330   | 326   | 296   | 284   | 65    | 64    | 45    |
|                 | 1857. | 1869. | 1880. | 1890. | 1900. | 1910. | 1921. | 1931. | 1948. | 1953. | 1961. | 1971. | 1981. | 1991. | 2001. | 2011. | 2021. |